# Musée des costumes régionaux Sergio Castro
Le musée des costumes régionaux (Museo de Trajes Regionales) est situé à San Cristobal de las Casas, dans l'état de Chiapas, au Mexique. Il présente plus de 100 costumes et tenues des populations indigènes du Chiapas, ce qui est unique car tous les vêtements et effets personnels sont enterrés avec les morts. Bijoux, instruments de musique, accessoires de costume, objets religieux, chapeaux, masques, peaux d'animaux et statuettes sont exposés. La visite est effectuée par le collectionneur et propriétaire du musée, Sergio Castro Martinez, un humanitaire local bien informé. Il décrit les lieux, la tenue vestimentaire, les cérémonies, les coutumes et la vie quotidienne des indigènes.

## Le musée
Basé à San Cristóbal de las Casas, dans l'état mexicain du Chiapas, le musée des costumes régionaux est un musée unique qui expose des costumes traditionnels, des textiles, des instruments, des outils, des masques, des objets religieux et de célébration de divers peuples indigènes chiapanèques.
Plus de 1 000 pièces sont collectionnées en 45 ans par Don Sergio Castro. De nombreuses pièces de cette collection sont très rares, car les vêtements et les effets personnels sont généralement enterrés avec le défunt, et certaines pièces ne sont plus créées de la même façon.
Le musée expose plus de 90 costumes représentant les différentes populations indigènes du Chiapas,. Bijoux, instruments de musique, accessoires de costumes, objets religieux, chapeaux, masques, statuettes et peaux d'animaux complètent l'exposition. Son propriétaire, M. Sergio Castro Martinez, dirige personnellement les visites guidées et explique aux visiteurs les lieux, les vêtements, les cérémonies et la vie quotidienne des habitants de l'état du Chiapas.

## La collection
Sergio Castro, médecin, protecteur de la culture indigène et conservateur, conserve dans son musée plus d'un millier d'œuvres d'art textile, de bijoux, d'objets et d'instruments de musique, qu'il a lui-même rassemblés au cours de 45 ans de travail avec les communautés indigènes du Chiapas. Chapeaux de paille, rubans, broderies colorées et tissus tissés à la main montrent l'énorme variété et la qualité des vêtements des populations indigènes du Chiapas. Selon le site web du Museo de Trajes Regionales, le design des vêtements est en constante évolution, provoquant la disparition de formes et la naissance de nouvelles.
Ceux qui viennent à San Cristóbal de las Casas peuvent visiter le musée en compagnie de Sergio Castro lui-même, qui explique en plusieurs langues l'origine et les caractéristiques des costumes et objets qui y sont conservés.